# Soulaimane Samghouli
Soulaimane Samghouli est un boxeur marocain né le 8 septembre 2004.

## Carrière
Soulaimane Samghouli remporte la médaille d'or dans la catégorie des moins de 57 kg aux Jeux panarabes de 2023 à Alger, puis aux championnats d'Afrique de boxe amateur 2023 à Yaoundé.